# Factorización aurifeuilleana
En teoría de números, una factorización aurifeuilleana, llamada así por Léon-François-Antoine Aurifeuille, es un tipo especial de factorización algebraica que proviene de factorizaciones no triviales de un polinomio ciclotómico sobre los números enteros. Aunque los polinomios ciclotómicos en sí mismos son irreducibles sobre los números enteros, cuando se restringen a valores enteros particulares, pueden tener una factorización algebraica, como en los ejemplos que figuran a continuación.

## Ejemplos
- Los números de la forma {\displaystyle a^{4}+4b^{4}} tienen la siguiente factorización aurifeuilleana (véase también la identidad de Sophie Germain):

{\displaystyle a^{4}+4b^{4}=(a^{2}-2ab+2b^{2})\cdot (a^{2}+2ab+2b^{2})}
- Configurando {\displaystyle a=1} y {\displaystyle b=2^{k}}, se obtiene la siguiente factorización aurifeuilleana de {\displaystyle 2^{4k+2}+1}:[2]

{\displaystyle 2^{4k+2}+1=(2^{2k+1}-2^{k+1}+1)\cdot (2^{2k+1}+2^{k+1}+1)}
- Los números de la forma {\displaystyle b^{n}-1} o {\displaystyle \Phi _{n}(b)}, donde {\displaystyle b=s^{2}\cdot t} con {\displaystyle t} un entero libre de cuadrados, tienen factorización aurifeuilleana si y solo si se cumple una de las siguientes condiciones:
  - {\displaystyle t\equiv 1{\pmod {4}}} y {\displaystyle n\equiv t{\pmod {2t}}}
  - {\displaystyle t\equiv 2,3{\pmod {4}}} y {\displaystyle n\equiv 2t{\pmod {4t}}}

Por lo tanto, cuando {\displaystyle b=s^{2}\cdot t} con {\displaystyle t} un entero libre de cuadrados, y {\displaystyle n} es congruente a {\displaystyle t} módulo {\displaystyle 2t}, entonces si {\displaystyle t} es congruente a 1 mod 4, {\displaystyle b^{n}-1} tiene factorización aurifeuilleana. De lo contrario, {\displaystyle b^{n}+1} tiene factorización aurifeuilleana.
- Cuando el número es de una forma particular (la expresión exacta varía con la base), se puede utilizar la factorización aurifeuilleana, que da un producto de dos o tres números. Las siguientes ecuaciones dan factores de Aurifeuillian para las bases del Proyecto de Cunningham como producto de F, L y M:[3]

Si se hacen L = C − D, M = C + D, las factorizaciones aurifeuilleanas para bn ± 1 de la forma F * (C − D) * (C + D) = F * L * M con las bases 2 ≤ b ≤ 24 (potencias perfectas excluidas, ya que una potencia de bn es también una potencia de b) son:
(Para los coeficientes de los polinomios para todas las bases libres de cuadrados hasta 199 y hasta 998, véase)
| b  | Número         | (C − D) * (C + D)= L * M              | F                                                           | C | D |
| -- | -------------- | ------------------------------------- | ----------------------------------------------------------- | --- | --- |
| 2  | 24k + 2 + 1    | {\displaystyle \Phi _{4}(2^{2k+1})}   | 1                                                           | 2k + 1 | 2k + 1 |
| 3  | 36k + 3 + 1    | {\displaystyle \Phi _{6}(3^{2k+1})}   | 32k + 1                                                     | 32k + 1 | 3k + 1 |
| 5  | 510k + 5 - 1   | {\displaystyle \Phi _{5}(5^{2k+1})}   | 52k + 1 - 1                                                 | 54k + 2 + 3(52k + 1) + 1 | 53k + 2 + 5k + 1 |
| 6  | 612k + 6 + 1   | {\displaystyle \Phi _{12}(6^{2k+1})}  | 64k + 2 + 1                                                 | 64k + 2 + 3(62k + 1) + 1 | 63k + 2 + 6k + 1 |
| 7  | 714k + 7 + 1   | {\displaystyle \Phi _{14}(7^{2k+1})}  | 72k + 1                                                     | 76k + 3 + 3(74k + 2) + 3(72k + 1) + 1 | 75k + 3 + 73k + 2 + 7k + 1 |
| 10 | 1020k + 10 + 1 | {\displaystyle \Phi _{20}(10^{2k+1})} | 104k + 2 + 1                                                | 108k + 4 + 5(106k + 3) + 7(104k + 2) + 5(102k + 1) + 1 | 107k + 4 + 2(105k + 3) + 2(103k + 2) + 10k + 1                                                                                               |
| 11 | 1122k + 11 + 1 | {\displaystyle \Phi _{22}(11^{2k+1})} | 112k + 1                                                    | 1110k + 5 + 5(118k + 4) - 116k + 3 - 114k + 2 + 5(112k + 1) + 1 | 119k + 5 + 117k + 4 - 115k + 3 + 113k + 2 + 11k + 1                                                                                          |
| 12 | 126k + 3 + 1   | {\displaystyle \Phi _{6}(12^{2k+1})}  | 122k + 1                                                    | 122k + 1 | 6(12k) |
| 13 | 1326k + 13 - 1 | {\displaystyle \Phi _{13}(13^{2k+1})} | 132k + 1 - 1                                                | 1312k + 6 + 7(1310k + 5) + 15(138k + 4) + 19(136k + 3) + 15(134k + 2) + 7(132k + 1) + 1                                                                                   | 1311k + 6 + 3(139k + 5) + 5(137k + 4) + 5(135k + 3) + 3(133k + 2) + 13k + 1                                                                  |
| 14 | 1428k + 14 + 1 | {\displaystyle \Phi _{28}(14^{2k+1})} | 144k + 2 + 1                                                | 1412k + 6 + 7(1410k + 5) + 3(148k + 4) - 7(146k + 3) + 3(144k + 2) + 7(142k + 1) + 1                                                                                      | 1411k + 6 + 2(149k + 5) - 147k + 4 - 145k + 3 + 2(143k + 2) + 14k + 1                                                                        |
| 15 | 1530k + 15 + 1 | {\displaystyle \Phi _{30}(15^{2k+1})} | 1514k + 7 - 1512k + 6 + 1510k + 5 + 154k + 2 - 152k + 1     | 158k + 4 + 8(156k + 3) + 13(154k + 2) + 8(152k + 1) + 1 | 157k + 4 + 3(155k + 3) + 3(153k + 2) + 15k + 1                                                                                               |
| 17 | 1734k + 17 - 1 | {\displaystyle \Phi _{17}(17^{2k+1})} | 172k + 1 - 1                                                | 1716k + 8 + 9(1714k + 7) + 11(1712k + 6) - 5(1710k + 5) - 15(178k + 4) - 5(176k + 3) + 11(174k + 2) + 9(172k + 1) + 1                                                     | 1715k + 8 + 3(1713k + 7) + 1711k + 6 - 3(179k + 5) - 3(177k + 4) + 175k + 3 + 3(173k + 2) + 17k + 1                                          |
| 18 | 184k + 2 + 1   | {\displaystyle \Phi _{4}(18^{2k+1})}  | 1                                                           | 182k + 1 | 6(18k) |
| 19 | 1938k + 19 + 1 | {\displaystyle \Phi _{38}(19^{2k+1})} | 192k + 1                                                    | 1918k + 9 + 9(1916k + 8) + 17(1914k + 7) + 27(1912k + 6) + 31(1910k + 5) + 31(198k + 4) + 27(196k + 3) + 17(194k + 2) + 9(192k + 1) + 1                                   | 1917k + 9 + 3(1915k + 8) + 5(1913k + 7) + 7(1911k + 6) + 7(199k + 5) + 7(197k + 4) + 5(195k + 3) + 3(193k + 2) + 19k + 1                     |
| 20 | 2010k + 5 - 1  | {\displaystyle \Phi _{5}(20^{2k+1})}  | 202k + 1 - 1                                                | 204k + 2 + 3(202k + 1) + 1 | 10(203k + 1) + 10(20k) |
| 21 | 2142k + 21 - 1 | {\displaystyle \Phi _{21}(21^{2k+1})} | 2118k + 9 + 2116k + 8 + 2114k + 7 - 214k + 2 - 212k + 1 - 1 | 2112k + 6 + 10(2110k + 5) + 13(218k + 4) + 7(216k + 3) + 13(214k + 2) + 10(212k + 1) + 1                                                                                  | 2111k + 6 + 3(219k + 5) + 2(217k + 4) + 2(215k + 3) + 3(213k + 2) + 21k + 1                                                                  |
| 22 | 2244k + 22 + 1 | {\displaystyle \Phi _{44}(22^{2k+1})} | 224k + 2 + 1                                                | 2220k + 10 + 11(2218k + 9) + 27(2216k + 8) + 33(2214k + 7) + 21(2212k + 6) + 11(2210k + 5) + 21(228k + 4) + 33(226k + 3) + 27(224k + 2) + 11(222k + 1) + 1                | 2219k + 10 + 4(2217k + 9) + 7(2215k + 8) + 6(2213k + 7) + 3(2211k + 6) + 3(229k + 5) + 6(227k + 4) + 7(225k + 3) + 4(223k + 2) + 22k + 1     |
| 23 | 2346k + 23 + 1 | {\displaystyle \Phi _{46}(23^{2k+1})} | 232k + 1                                                    | 2322k + 11 + 11(2320k + 10) + 9(2318k + 9) - 19(2316k + 8) - 15(2314k + 7) + 25(2312k + 6) + 25(2310k + 5) - 15(238k + 4) - 19(236k + 3) + 9(234k + 2) + 11(232k + 1) + 1 | 2321k + 11 + 3(2319k + 10) - 2317k + 9 - 5(2315k + 8) + 2313k + 7 + 7(2311k + 6) + 239k + 5 - 5(237k + 4) - 235k + 3 + 3(233k + 2) + 23k + 1 |
| 24 | 2412k + 6 + 1  | {\displaystyle \Phi _{12}(24^{2k+1})} | 244k + 2 + 1                                                | 244k + 2 + 3(242k + 1) + 1 | 12(243k + 1) + 12(24k) |
- Los números de Lucas {\displaystyle L_{10k+5}} tienen la siguiente factorización aurifeuilleana:[7]

{\displaystyle L_{10k+5}=L_{2k+1}\cdot (5{F_{2k+1}}^{2}-5F_{2k+1}+1)\cdot (5{F_{2k+1}}^{2}+5F_{2k+1}+1)}
donde {\displaystyle L_{n}} es el número de Lucas {\displaystyle n}-ésimo, y {\displaystyle F_{n}} es el {\displaystyle n}-ésimo término de la sucesión de Fibonacci.

## Historia
En 1869, antes del descubrimiento de las factorizaciones aurifeuilleanas, el matemático francés Fortuné Landry obtuvo mediante un tremendo esfuerzo manual la siguiente factorización en números primos:
{\displaystyle 2^{58}+1=5\cdot 107367629\cdot 536903681.}
Tres años más tarde, en 1871, Aurifeuille descubrió la naturaleza de esta factorización; el número {\displaystyle 2^{4k+2}+1} para {\displaystyle k=14}, con la fórmula de la sección anterior, se factoriza como:
{\displaystyle 2^{58}+1=(2^{29}-2^{15}+1)(2^{29}+2^{15}+1)=536838145\cdot 536903681.}
Por supuesto, la factorización completa de Landry se deriva de este hecho (quitando el factor obvio 5). La forma general de la factorización fue descubierta más tarde por Lucas.
El número 536903681 es un ejemplo de una norma de Gauss-Mersenne.